# Elezioni del Consiglio costituzionale cileno del 2023
Le elezioni del Consiglio costituzionale in Cile del 2023 si sono tenute il 7 maggio per eleggere i 50 membri del neo-nato Consiglio Costituzionale, il cui scopo è quello di dibattere, respingere e ratificare gli articoli di una nuova costituzione per il paese.
Poiché, infatti, il progetto di legge costituzionale redatto dalla precedente Convenzione costituzionale è stato rifiutato in un referendum, nuove elezioni per l’organo, ricostituito con forma e competenze diverse tramite legge costituzionale e grazie ad un accordo trasversale fra le forze politiche, sono state schedulate per questa data.
Da queste elezioni, a differenza delle precedenti che avevano visto una predominanza delle forze di sinistra, è emersa una forte maggioranza di destra capeggiata dal Partito Repubblicano.

## Il Consiglio costituzionale
Questo organo, insediatosi il 6 giugno 2023, ha avuto il compito di esaminare ed emendare una proposta per la nuova Costituzione politica della Repubblica del Cile, preparato da una Commissione di esperti di 12 deputati e 12 senatori, operativa per legge dal 6 marzo 2023.
Il 6 novembre, il Consiglio ha ufficialmente terminato i propri lavori, dopo aver annunciato le modifiche effettuate già il 5 ottobre, presentando contestualmente la versione definitiva l’8 novembre. Questa proposta è stata infine messa ai voti il 17 dicembre 2023.

## Risultati
| Partito Repubblicano             | 3 470 855  | 34,36 | 23 |  |  |  |
| Unità per il Cile (AD-SD)        | 2 802 783  | 27,74 | 16 |  |  |  |
| Cile Sicuro                      | 2 064 454  | 20,44 | 11 |  |  |  |
| Tutto per il Cile (PDC-PPD)      | 877 564    | 8,69  | –  |  |  |  |
| Partito della Gente              | 537 067    | 5,32  | –  |  |  |  |
| Liste delle popolazioni indigene | 306 439    | 3,03  | 1  |  |  |  |
| Indipendenti                     | 48 495     | 0,48  | –  |  |  |  |
| Totale                           | 10 102 180 | 100   | 50 |  |  |  |
|                                  |            |       |    |  |  |  |
| Schede bianche                   | 586 667    | 4,56  |    |  |  |  |
| Schede nulle                     | 2 169 625  | 16,87 |    |  |  |  |
| Votanti                          | 12 858 472 | 84,87 |    |  |  |  |
| Elettori                         | 15 150 571 |       |    |  |  |  |

- Sono sopra riportati i risultati ufficiosi (Conteggio: 99,98%)